# Europäisches Hanse-Ensemble

Das Europäische Hanse-Ensemble im Herbst 2023 in Groningen.

Das Europäische Hanse-Ensemble ist ein vokal-instrumental besetztes Ensemble, das sich der Erarbeitung und Aufführung musikalischer Werke des 16. und 17. Jahrhunderts widmet, die in den Hansestädten vor 1669, dem Jahr des letzten Hansetags, entstanden sind. Gleichzeitig zielt es auf die Förderung des europäischen Nachwuchses in der Alten Musik.

## Struktur
Das Projekt Europäisches Hanse-Ensemble richtet sich an Studierende sowie Absolventen europäischer Musikhochschulen, Konservatorien oder Musikakademien und verfolgt die Ziele:
- Förderung des künstlerischen Nachwuchses
- Erforschung, Erarbeitung und Präsentation des musikalischen Erbes der alten Hansestädte
- Förderung des europäischen Gedankens / Zusammenhaltes

Jährlich im September finden in Lübeck Meisterkurse mit einem Team internationaler Dozierender auf dem Gebiet der Alten Musik statt. Aus den erfolgreichsten Teilnehmern der Kurse wird die Ensemblebesetzung für die ca. 10 Konzerte des jeweils folgenden Jahres ausgewählt. Der Sitz der Geschäftsstelle ist am Europäischen Hansemuseum in Lübeck.

## Geschichte
Das Europäische Hanse-Ensemble wurde 2019 von Manfred Cordes gegründet und wird seitdem von ihm geleitet. Bisher haben sich über 500 junge Musiker aus 50 Nationen für die Teilnahme an den Meisterkursen beworben. Mit unterschiedlichen Programmen gastierte das Ensemble u. a. in Hamburg, Bremen, Lübeck, Danzig, Göteborg, Groningen, Thorn.
Seit 2023 erscheint die CD-Reihe „Musik der Hansestädte“ bei cpo.

## Repertoire
Erarbeitet und aufgeführt werden Werke von
- Johannes Wanning, Andreas Hakenberger, Nicolaus Zangius, Daniel Jacobi, Paul Siefert, Crato Bütner, Christoph Werner, Kaspar Förster d. J., Balthasar Erben (Danzig)
- Hieronymus Praetorius, Thomas Selle, Dietrich Becker, Matthias Weckmann, Jacob Praetorius, Christoph Bernhard (Hamburg)
- weiteren größtenteils unbekannten Komponisten u. a. aus Lübeck, Lüneburg, Braunschweig, Magdeburg, Stralsund, Stettin, Breslau, Krakau und Königsberg